# Maria Maddalena Rossi
Maria Maddalena Rossi (Codevilla, 29 settembre 1906 – Milano, 19 settembre 1995) è stata una politica, antifascista e giornalista italiana, ricordata per essere stata una delle 21 donne elette all'Assemblea costituente italiana.

## Biografia
Nata da una famiglia benestante ma numerosa, riuscì a laurearsi in Chimica nel 1930 all'Università degli Studi di Pavia e trovò lavoro a Milano. Nel 1937 aderì al PCd'I clandestino dove iniziò a militare nella lotta antifascista.
Nel 1942, venne arrestata dalla polizia fascista a Bergamo e condannata al confino a Sant'Angelo in Vado fino al 25 luglio 1943. Poi si trasferì a Zurigo, dove per circa un anno e mezzo continuò a lavorare per il partito.
Nel dicembre 1944 tornò a Milano ed entrò a far parte della redazione de l'Unità (all'epoca ancora giornale clandestino); nello stesso anno entrò a far parte della Commissione Stampa e Propaganda della Direzione Alta Italia del PCI.
Nel 1946 fu eletta all'Assemblea Costituente aderendo al Gruppo Comunista. Nella Costituente si batté in modo particolare per il superamento dell'articolo della legge prefascista che vietava l'accesso delle donne ai gradi più elevati della Magistratura: anche se tale battaglia non sfociò in un'apposita norma della Costituzione, il dibattito innescato dalla sua proposta aprì la strada al ricorso di Rosa Oliva, che quindici anni dopo fu portato con successo in Corte costituzionale da Costantino Mortati.
Nel frattempo è fra le principali esponenti dell'Unione Donne Italiane, di cui diventerà presidente nazionale dal 1947 al 1956.
Fu poi rieletta Deputata nella I, II e III legislatura, continuando sempre a battersi per i diritti delle donne.
Tra il 1957 ed il 1967 è la vicepresidente della Federazione Democratica Internazionale Femminile.
Nel 1963 non si ricandida alla Camera dei Deputati e, trasferitasi a Portovenere, lavora nella politica locale, diventando Sindaco nel 1970.
È morta nella sua casa di Milano a sole 2 settimane dal compimento dei suoi 89 anni. Riposa a Codevilla. Dal 2 novembre 2015 il suo nome è iscritto al Famedio del cimitero monumentale di Milano.